# Eppa Rixey
Eppa Rixey (Culpeper, Virginia, 3 de mayo de 1891-Terrace Park, Ohio, 28 de febrero de 1963) fue un jugador profesional estadounidense de béisbol que se desempeñó en la posición de lanzador en las Grandes Ligas de Béisbol (MLB). Es miembro del Salón de la Fama del Béisbol.

## Carrera
Rixey jugó como profesional ocho temporadas en Philadelphia Phillies (1912-1917, 1919-1920), después pasó a Cincinnati Reds, donde jugó trece temporadas (1921-1933), y fue el equipo en el que se retiró.

## Reconocimiento
En 1963, ingresó como miembro al Salón de la Fama del Béisbol.